# Józef Herget

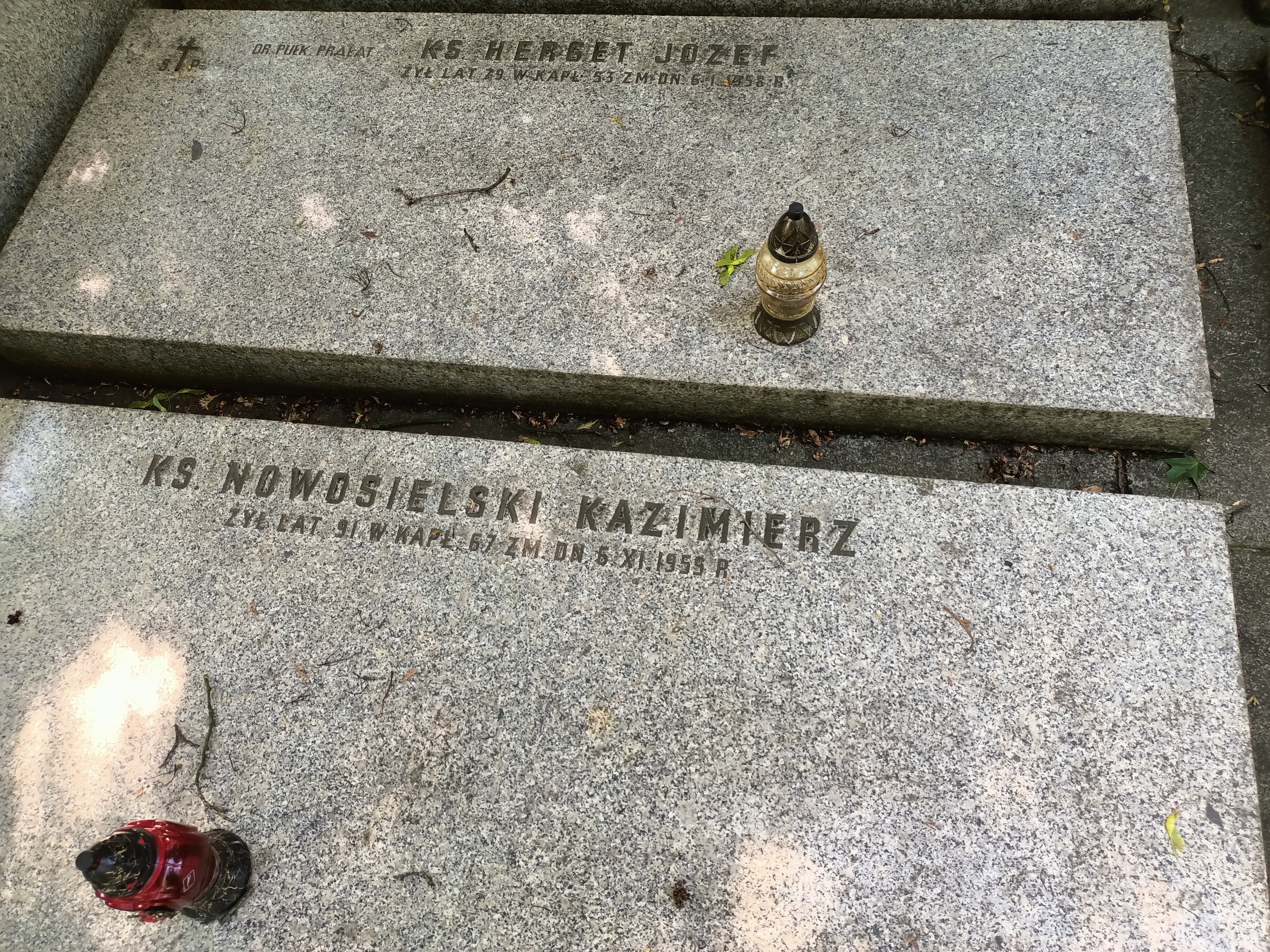
Grób Józefa Hergeta na cmentarzu Powązkowskim w Warszawie

Józef Herget (ur. 16 września 1879, zm. 1958) – ksiądz, doktor filozofii, redaktor i wydawca prasy katolickiej, proboszcz Wojska Polskiego.
Ukończył seminarium duchowne w Warszawie. W 1911 wikariusz parafii Św. Aleksandra w Warszawie. Studiował i ukończył Akademię Duchowną w Petersburgu. Ksiądz dr, wydawca i redaktor oficjalnego pisma petersburskiej kurii arcybiskupiej dwutygodnika „Wiadomości Archidiecezyalne” (1913–1914) a potem „Życia Kościelnego” (1916) i tygodnika „Czytanie Niedzielne” w Petersburgu. Członek Rzymskokatolickiego Towarzystwa Dobroczynności w Petersburgu. Po wybuchu I wojny światowej działacz Polskiego Towarzystwa Pomocy Ofiarom Wojny (1914–1918). 
3 maja 1922 został zweryfikowany w stopniu proboszcza ze starszeństwem z 1 czerwca 1919 i 4. lokatą w duchowieństwie wojskowym. W 1923 pełnił służbę w Szefostwie Duszpasterstwa Wyznania Rzymsko-Katolickiego Dowództwa Okręgu Korpusu Nr I w Warszawie, w następnym roku w Kurii Biskupiej w Warszawie, a w 1928 w Korpusie Ochrony Pogranicza na stanowisku kapelana 6 Brygady Ochrony Pogranicza w Wilnie. Z dniem 15 grudnia 1929 został przeniesiony na stanowisko proboszcza parafii wojskowej w Wilnie z kościołem św. Ignacego Loyoli. Później zajmowane przez niego stanowisko służbowe otrzymało nazwę „administrator parafii”. Z dniem 30 września 1933 został przeniesiony w stan spoczynku.